# История почты и почтовых марок Французского Индокитая
История почты и почтовых марок Французского Индокитая, французской колонии в Юго-Восточной Азии, на полуострове Индокитай, включавшей территорию нынешних Вьетнама (ранее Кохинхины, Аннама, Тонкина), Камбоджи и Лаоса, охватывает период со второй половины XIX века до 1949 года. В этот же период производились эмиссии собственных почтовых марок для почтовых нужд Французского Индокитая.

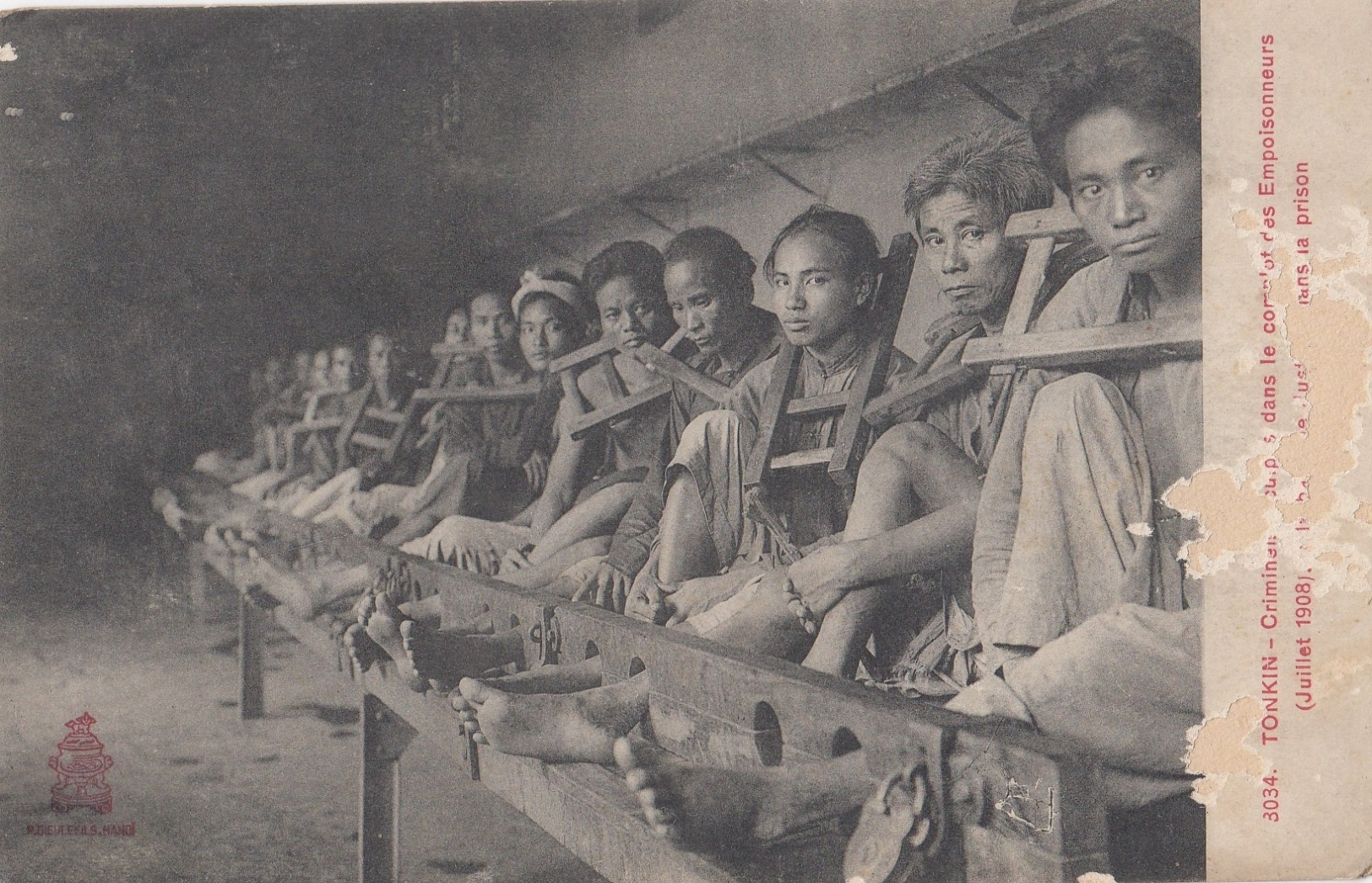
Прошедшая почту открытка Французского Индокитая, на которой запечатлены схваченные участники «Ханойского заговора отравления», многие из которых были обезглавлены (1908)

## Развитие почты

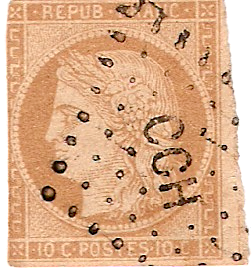
Oбщеколониальная марка Франции (Тип Церера; 1871), погашенная штемпелем «CCH» («Индокитай»)

История почты в странах Индокитая связана с появлением здесь в конце XVIII века французов, которые в 1862 году захватили Южный Вьетнам (Кохинхину), а затем и весь Вьетнам. Территория Вьетнама была разделена на колонию Кохинхину и протектораты Аннам и Тонкин. Лаос и Камбоджа также попали под французское колониальное управление, закреплённое в договорах о протекторате.
Вначале, до введения в почтовое обращение собственных марок, на территории Французского Индокитая, применялись французские марки универсальных колониальных выпусков. Так, в Кохинхине употребляли общеколониальные марки, изданные в 1863—1892 годах, которые гасились ромбовидными точечными штемпелями с аббревиатурами «CCH» или «CCN» («Индокитай») и цифрами. В Аннаме и Тонкине также использовали общеколониальные выпуски 1885—1892 годов.

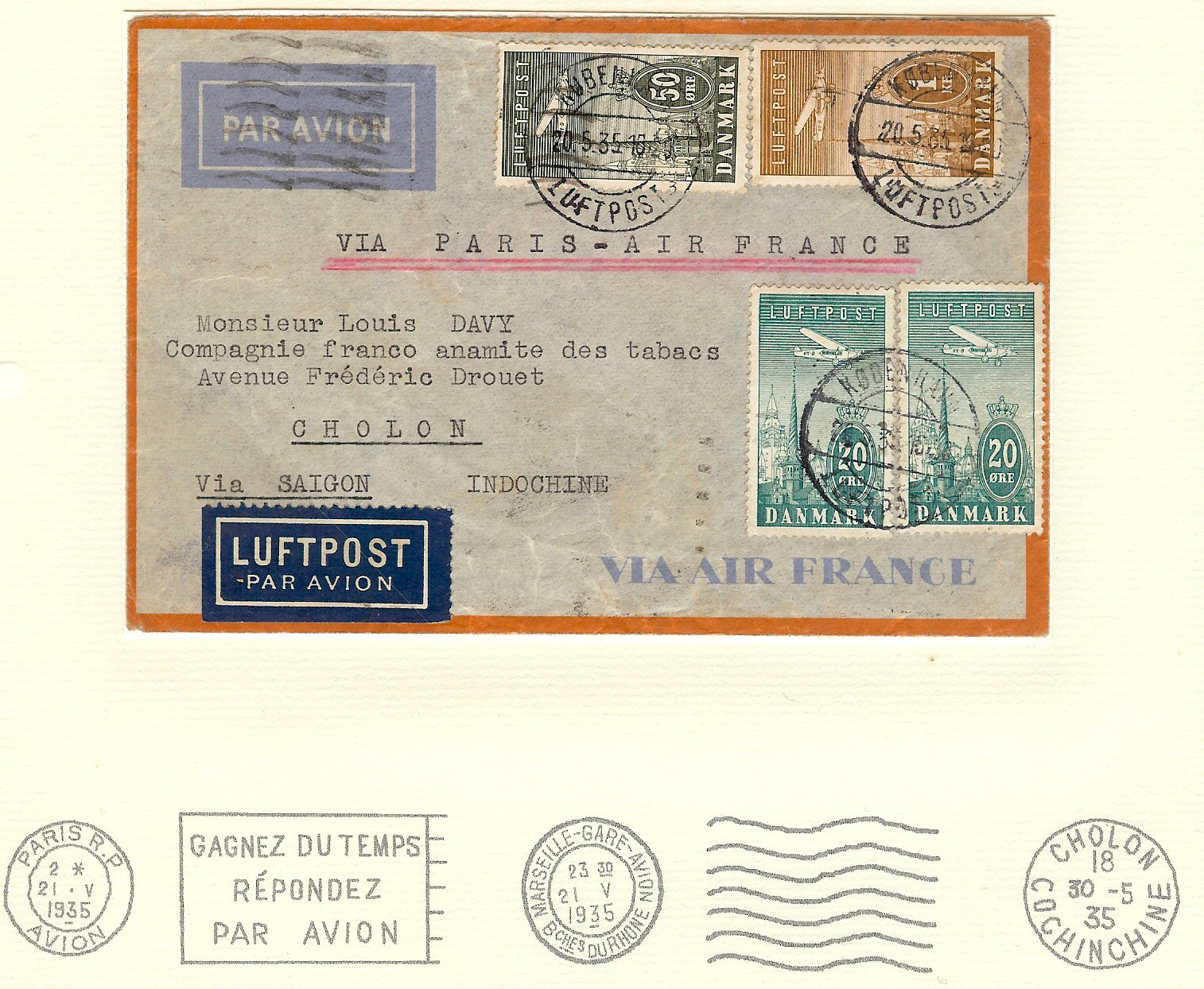
Конверт авиапочтового письма, отправленного из Дании через Париж в Сайгон, Французский Индокитай (1935). Внизу отдельно показаны оттиски почтовых штемпелей на обороте конверта

В 1893 году было завершено образование Индокитайского Союза, в который вошли все индокитайские владения Франции. Однако на почтовых штемпелях продолжали указывать названия отдельных частей Индокитайского Союза.
С развитием почтовой связи и средств доставки почты было введено авиапочтовое сообщение между метрополией и Французским Индокитаем. Соответствующая авиапочтовая линия была установлена в 1934 году.

## Выпуски почтовых марок

### Кохинхина
Выпуск почтовых марок Французского Индокитая начался 16 мая 1886 года, когда на общих для всех французских колоний марках была сделана надпечатка цифры «5» или текста «5 °C. CH.» («5 сантимов Кохинхина»). Эти знаки почтовой оплаты предназначались для использования на территории французской колонии Кохинхины (Намбо), преимущественно в её административном центре Сайгоне. Всего 1886—1888 годах было эмитировано пять почтовых марок, которые оставались в почтовом обращении до 1892 года.

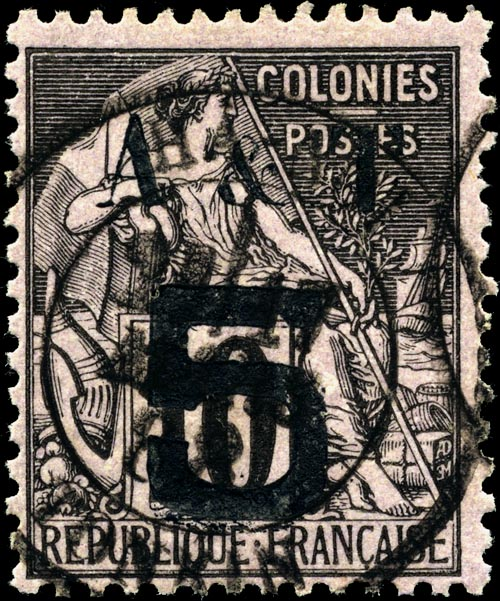
Почтовая марка Аннама и Тонкина с надпечаткой номинала в 5 сантимов(Sc #3), сделанной на французской колониальной марке типа Дюбуа, Альфэ. Погашена в Ханое (1888)

### Аннам и Тонкин
21 января 1888 года были выпущены общеколониальные почтовые марки с грубо исполненной надпечаткой аббревиатуры A & T, означающей «Annam & Tonkin» (французский протекторат Аннам и французская колония Тонкин) и цифры «1» или «5», для этих территорий. Марка на иллюстрации слева погашена в Ханое (по буквам: «HA-NOI») в Тонкине 17 марта 1888 года. Выпускались также марки с надпечаткой «A—T». Всего в 1888—1889 годах было эмитировано семь почтовых марок, которые в 1892 году были заменены на марки Французского Индокитая.

### Индокитай
Объединение французских зависимых территорий в 1889 году в единую колонию Индокитай вначале привело к появлению надпечаток в январе того же года на марке французских колоний номиналом в 35 сантимов с текстом «Indo-Chine 89 / 5 / R D» («Индокитай 89 / 5 / Р Д»; 8 января) и «Indo-Chine / 1889 / R — D» («Индокитай / 1889 / Р — Д»; 10 января), где аббревиатура «R» («Р») указывала на губернатора колонии П. Ришо (P. Richaud), а «D» («Д») — на почтмейстера в Сайгоне П. Демара (P. Demars). Марка на иллюстрации справа погашена в Виньлонге, городе в дельте Меконга (англ. Mekong Delta) 4 апреля 1889 года, всего через несколько месяцев после выпуска почтовой марки.
В 1892 году в рамках стандартной серии типа Мореплавание и торговля, использовавшейся другими колониями, вышли первые стандартные марки Индокитая с оригинальной надписью «Indo-Chine» («Индокитай»).

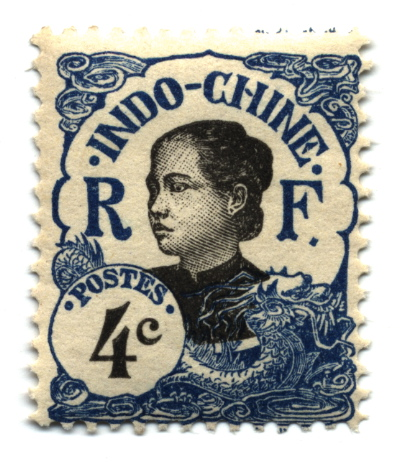
Почтовая марка Французского Индокитая (1907) номиналом в 4 сантима с изображением аннамской девушки(Sc #43)

Франсис Гарнье на почтовой марке Французского Индокитая 1943 года(Sc #237)

Среди последующих выпусков — привлекательная в художественном отношении серия марок с изображением женщин местных племён (1907), серия с надпечаткой 1919 года, потребность в которой была продиктована переходом с сантимов и франков на центы и пиастры за год до этого, и перевыпущенная серия с номиналами в новой валюте, начиная с номинала в 1/10 цента.
Серии с изображением местных видов выходили в 1927 и 1931 годах, затем в 1936 году появилась серия с изображением разных местных императоров и королей в Индокитае. За ними было выпущено множество памятных марок в честь известных персоналий.
В 1941—1945 годах Индокитай был оккупирован японскими войсками.
Всего с 1889 года по 1949 год было эмитировано 348 почтовых марок Индокитая, основные надписи на которых были «Indo-Chine» («Индокитай») и «Postes» («Почта»).

### Памятные марки

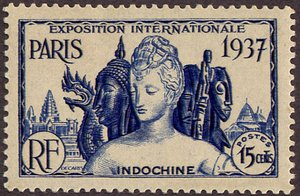
Почтовая марка Французского Индокитая (1937) в честь Парижской Всемирной выставки(Sc #198)

Первые памятные марки Индокитая увидели свет в 1931 году. Это была памятная серия в рамках совместного выпуска Франции для её колоний «Колониальная выставка», выходившего по случаю Парижской колониальной выставки. Серии памятных марок были также посвящены Парижской Всемирной выставке (1937), завершению сооружения Трансиндокитайской железной дороги (Transindochinois; 1938), 40-летию открытия радия (1938), 150-летию Великой французской революции (1939), победе союзников во Второй мировой войне (1946) и другим событиям. Последней памятной маркой и вообще последней почтовой маркой, выпущенной Французским Индокитаем 4 июля 1949 года, стала авиапочтовая марка к 75-летию Всемирного почтового союза.
Почтовое ведомство Французского Индокитая выпустило всего один почтовый блок — в 1937 году.

## Другие виды почтовых марок

### Авиапочтовые
Авиапочтовые марки выпускались в Индокитае с 1933 по 1949 год. Надпись на марках: «Poste aérienne» («Авиапочта»). 13 июня и 4 июля 1949 года были эмитированы последние авиапочтовые марки, причём небольшим тиражом по причине нарастающего восстания.

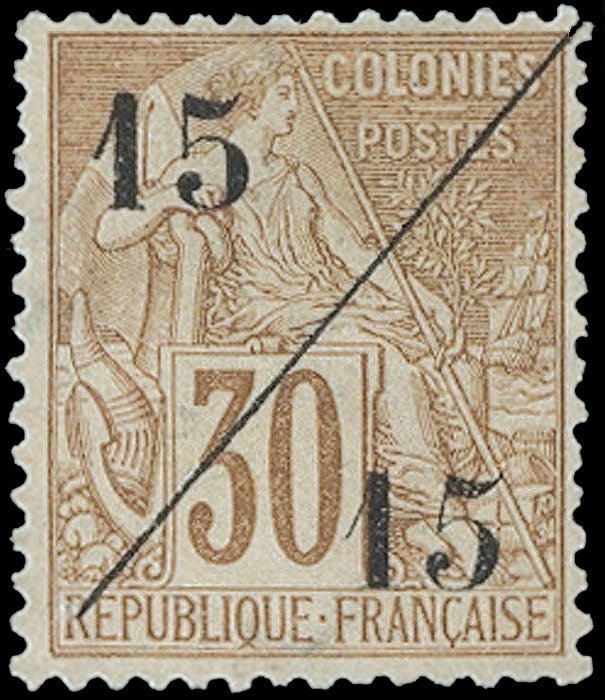
Подготовленная, но не выпущенная делимая марка Кохинхины, 1888(Sc #5), из французской колониальной серии типа Дюбуа, Альфэ

### Почтово-благотворительные
Первые почтово-благотворительные марки Индокитая появились в 1914—1918 годах в период Первой мировой войны. Суммы дополнительного сбора предназначались в фонд общества Красного Креста. В 1919 году на почтово-благотворительных марках Франции помощи сиротам была сделана надпечатка слова «Indo-Chine» («Индокитай») и новой стоимости в центах, и они вышли в обращение в Индокитае. В 1945 году аналогичным образом был произведён новый почтово-благотворительный выпуск.

### Служебные
Индокитайская почта эмитировала служебные марки в 1933 и 1934 годах с помощью надпечатки на обычных марках слова «Service» («Служебная»). Всего было выпущено 32 служебных марки.

### Посылочные
В 1891—1901 годах в Индокитае издавали посылочные марки, предназначенные для оплаты отправленных по почте посылок. Надпись на марках гласила: «Colis Postaux» («Почтовая посылка»). Всего было выпущено пять посылочных (или пакетных) марок.

### Доплатные
Почтовой администрацией Французского Индокитая в 1904—1943 годах выпускались доплатные марки с оригинальными рисунками и с надписью «Chiffre-taxe» («Доплата»). Всего было выпущено 83 доплатные марки.

## Региональные выпуски
В 1936 году отдельно издавались марки для Аннама и Камбоджи, но они имели хождение на всей территории Французского Индокитая. На ряде выпусков Французского Индокитая 1940-х годов позднее Вьетминем были сделаны надпечатки, и они использовались в почтовом обращении.

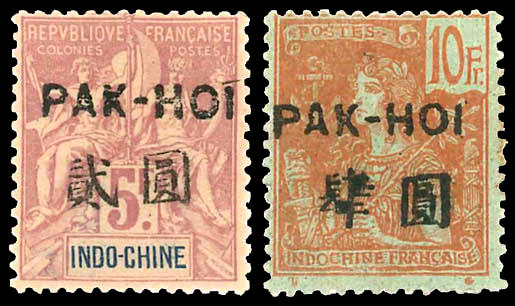
Надпечатанные почтовые марки Французского Индокитая для использования в Бэйхае (Китай), 1903(Sc #4) и 1906(Sc #21)

## Индокитайская почта в Китае
В 1900—1922 годах на территории Китая действовали индокитайские почтовые отделения, в частности, в провинции Кантон (Гуандун) и в городах Хайкоу, Мэнцзы, Бэйхай, Чунцин и Юннаньфу (Куньмин). В городе Гуанчжоу (Кантон) почта Французского Индокитая функционировала в 1898—1943 годах.

## Фантастические выпуски

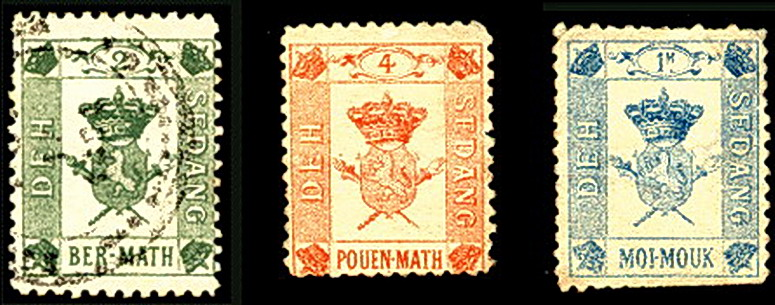
«Марки» Седанга

От имени виртуального королевства Седанг, якобы существовавшего на территории Французского Индокитая в конце XIX века, были выпущены две 7-марочные серии с гербом королевства. Первая вышла в 1888 году, она печалась в литографии Шанхая и была очень плохого качества. Вторая серия, вышедшая в 1889 году, напечатана в Париже. Марки Королевства Седанг, выпущенные в 1888 году, в настоящее время очень редки.

## Коллекционирование
При Американском филателистическом обществе организовано Общество филателистов Индокитая (англ. Society of Indo-China Philatelists), которое публикует ежеквартальный журнал «Индокитайский филателист» («The Indo-China Philatelist»).